# Kuća Babić-Lozina u Makarskoj
Kuća Babić-Lozina u gradiću Makarskoj, Kalalarga 1, zaštićeno kulturno dobro.

## Opis dobra
Kasnobarokna dvokatnica izgrađena je u 18. st. na zapadnoj strani Kačićevog trga. U osi simetričnog pročelja je kameni barokni balkon na konzolama, a u prizemlju su tri široka i preinačena vrata. Naglašena je središnja os kuće u kojoj se na krovu nalazi dvostrešni luminar. Dvorište kuće je na zapadnoj strani ograđeno kamenom ogradom, sa stepeništem kojim se ulazi na prvi kat.

## Zaštita
Pod oznakom Z-6528 zaveden je kao nepokretno kulturno dobro - pojedinačno, pravna statusa zaštićena kulturnog dobra, klasificirano kao "stambene građevine".